# Menoyo
Menoyo (en euskera y oficialmente Menoio) es un concejo del municipio de Ayala, en la provincia de Álava. 

## Situación
Está situado en el monte del mismo nombre de 502 metros de altura, situado entre los montes Eskoritas (Eskorieta) y Peregaina, aunque el pueblo está algo más bajo, a 466 metros de altitud. Su extensión es de 409 hectáreas, 32 áreas y 50 centiáreas.

## Geografía
El pueblo se agrupa en un único núcleo en el que se distinguen varios barrios: Barrutxi, Butarte, El Campo, Mendia, El Pico y La Plazuela. Antiguamente había otro barrio en las faldas del monte Eskoritas del cual ya solo queda la ermita de Nuestra Señora de Etxaurren, la cual daba nombre al barrio. 

## Despoblado
Forma parte del concejo el despoblado de:
- Echaurren.[1]

## Historia
Los primeros datos que nos hablan de presencia humana en el término jurisdiccional de Menoio se remontan a la prehistoria con el dolmen de las campas de Oletar, monumento megalítico del año 2.500 antes de Cristo, que se descubrió en 1919.
Pero aparte de este dato, la historia de Menoio se remonta a por lo menos 900 años. La prueba documental más antigua sobre su existencia es del año 1114 en la que aparece como testigo y fiador de la donación del Monasterio de Obaldia (Madaria) a San Millán de la Cogolla un tal Alvar López de Menoyo.

## Demografía
| Gráfica de evolución demográfica de Menoyo entre 2000 y 2017 |
|                                                              |
| Población de derecho según los censos de población del INE.  |

## Monumentos
Entre los edificios destacados están el Santuario de Etxaurren y el Palacio de Santa Casilda, además de una torre medieval reconvertida en caserío, situada en el centro del pueblo.